# Teorie organizace
Teorie organizace je sociologický koncept, který se zabývá tím, jak organizace fungují, jaké mají dopady na jedince a jak jsou ovlivňovány okolím a jak okolí ovlivňují.

## Vývoj
Rané teorie organizace se snažily analyzovat nový management a organizační výzvy z různých perspektiv. Vznikly dva různé diskurzy analyzující organizaci industriální společnosti. První perspektiva byla spíše praktická a chtěla vytvořit systematickou teorii organizačního managementu. Druhá perspektiva byla spíše teoretická a přistupovala k organizacím hlavně skrz fenomény související s veřejnou správou. Tyto dvě větve teorie neměly přímou souvislost, ačkoliv se obě zabývaly stejnými vývojovými aspekty v industriálních společnostech na konci 19. století a na začátku 20. století. Ani jedna z těchto perspektiv nemířily přímo na vytvoření samostatné vědecké teorie organizace a managementu společnosti, což by mohlo být využito na studii organizace.
Teorie organizace se vyvíjely jako přímá či nepřímá paralela s paradigmatickými změnami v pojetí administrativy, exekutivy, byrokracie a adhokracie, sociologie a psychologie práce a managementu a jiné. Jejich základním problémem je vztah organizace a jedince, který je jejím členem. Tento vztah vyplývá z propojenosti funkční dělby práce vyžadující spolupráci a dále hierarchickou koordinaci operací (tzv. subordinaci). Tato souvislost tedy rozlišuje organizaci od jiných sociologických útvarů.
V posledních desetiletích[kdy?] došlo k relativizaci konceptu organizační racionality, politizaci otázky moci a kontroly, dynamickému pojetí životního cyklu organizací a ke zvyšování důrazu na integraci individuálních a organizačních cílů i na společenskou odpovědnost korporací. Současně byly přepracovány tradiční otázky spojené se sociologií organizací: vedení a skupinový výkon, komunikace a rozhodovací procesy, moc a organizační politika, konflikty, participace, organizační demokracie, plánování změn, rozvoj či úpadek organizací, design struktur a organizační kultura. 
Moderní přístupy k organizacím pracují s předpokladem, že různé strukturální a strategické postupy mohou vést ke stejným výsledkům (ekvifinalita) a že schopnost efektivního využívání informací je u managementu i zaměstnanců přirozeně omezené. Decentralizace kontroly a delegace odpovědnosti, kterou si vynucuje potřeba větší adaptability, napomáhají zjednodušení hierarchické struktury organizace.

## Postmoderní organizace
Postmoderní organizace nemusí být uspořádána podle tradičního všeobecně převzatého modelu, například toho vojenského, ale může se spíše podobat modelu orchestru. Tomuto přístupu však často brání nejrozšířenější ideologie a praxe. Marxistické a neomarxistické teorie proto i nadále vnímají organizaci jako nástroj útlaku. Konflikty uvnitř organizace ale nemusí být řešeny pouze klasickým potlačovacím přístupem zaměřeným na jejich minimalizaci. Mohou být také zvládnuty interakcionistickým přístupem, který podporuje tvořivou opozici. K tomu lze využít sociální techniky, jako jsou například stanovení společného cíle, snižování závislosti jednotlivých stran nebo posilování jejich vzájemné interakce. Teorie kontingence upozorňuje, že neexistuje jediné univerzální řešení vhodné pro všechny organizace. Modely strukturálních změn jsou formovány souborem vnitřních a vnějších vlivů a závisí na existenci aktéra, který díky taktice, komunikaci, participaci a podpoře určité skupiny prosadí změnu navzdory organizačnímu konzervatismu. Současné organizace se tomuto ideálu mohou přiblížit především prostřednictvím přístupu k managementu zaměřenému na řízení kulturních inovací a rozvoj „organizační kultury“. Tento přístup se ukazuje jako jeden z nejefektivnějších nástrojů pro vytváření motivační mise a jasné organizační identity.